# Катлер-Бей (Флорида)
Катлер-Бей (англ. Cutler Bay) — місто (англ. town) в США, в окрузі Маямі-Дейд штату Флорида. Населення — 45 425 осіб (2020).

## Географія
Катлер-Бей розташований за координатами 25°34′34″ пн. ш. 80°20′2″ зх. д. / 25.57611° пн. ш. 80.33389° зх. д. (25.576155, -80.334000).  За даними Бюро перепису населення США в 2010 році місто мало площу 26,51 км², з яких 25,47 км² — суходіл та 1,04 км² — водойми.

## Демографія
Згідно з переписом 2010 року, у місті мешкало 40 286 осіб у 13 338 домогосподарствах у складі 10 259 родин. Густота населення становила 1520 осіб/км².  Було 14620 помешкань (552/км²).
Расовий склад населення:
| - 77,3 % — білих - 14,2 % — чорних або афроамериканців - 2,3 % — азіатів - 0,2 % — корінних американців - 0,1 % — вихідців з тихоокеанських островів - 2,7 % — осіб інших рас |

До двох чи більше рас належало 3,2 %. Частка іспаномовних становила 54,5 % від усіх жителів.
За віковим діапазоном населення розподілялося таким чином: 25,8 % — особи молодші 18 років, 63,6 % — особи у віці 18—64 років, 10,6 % — особи у віці 65 років та старші. Медіана віку мешканця становила 36,3 року. На 100 осіб жіночої статі у місті припадало 93,3 чоловіків;  на 100 жінок у віці від 18 років та старших — 90,0 чоловіків також старших 18 років.
Середній дохід на одне домашнє господарство  становив 75 508 доларів США (медіана — 61 847), а середній дохід на одну сім'ю — 81 706 доларів (медіана — 67 755). Медіана доходів становила 44 696 доларів для чоловіків та 39 373 долари для жінок. За межею бідності перебувало 11,5 % осіб, у тому числі 11,6 % дітей у віці до 18 років та 20,3 % осіб у віці 65 років та старших.
Цивільне працевлаштоване населення становило 20 226 осіб. Основні галузі зайнятості: освіта, охорона здоров'я та соціальна допомога — 26,4 %, роздрібна торгівля — 13,5 %, науковці, спеціалісти, менеджери — 10,9 %, фінанси, страхування та нерухомість — 8,6 %.